# Philo McCullough
Pour les articles homonymes, voir McCullough.
Philo McCullough (16 juin 1893 à San Bernardino- 5 juin 1981 à Burbank) est un acteur américain ayant commencé sa carrière au cinéma en 1914 à la Selig Polyscope Company. Il acquiert la notoriété grâce à son rôle dans la série des Rintintin. Il jouera dans plus de 300 films.

## Filmographie partielle
- 1914 : The Squatters, de Fred Huntley
- 1914 : While Wifey Is Away de Fred Huntley
- 1918 : The Legion of Death de Tod Browning
- 1918 : Amour moderne (Modern Love) de Robert Z. Leonard
- 1918 : The Goat de Donald Crisp
- 1919 : Le Dictateur (Soldiers of Fortune) de Allan Dwan
- 1919 : Le Joyeux Lord Quex (The Gay Lord Quex) de Harry Beaumont
- 1920 : The Scoffer de Allan Dwan
- 1920 : In the Heart of a Fool de Allan Dwan
- 1920 : Flame of Youth de Howard M. Mitchell
- 1920 : A Splendid Hazard de Arthur Rosson
- 1920 : Adieu, whisky ! (The Great Accident) de Harry Beaumont
- 1921 : La Loi sacrée (The Primal Law) de Bernard J. Durning
- 1922 : A Dangerous Adventure de Jack L. Warner et Sam Warner
- 1922 : More to Be Pitied Than Scorned de Edward LeSaint
- 1922 : Calvert's Valley de John Francis Dillon
- 1924 : La Femme de Don Juan (The Wife of the Centaur) de King Vidor
- 1924 : Daughters of Today de Rollin S. Sturgeon
- 1925 : Boomerang de Louis Gasnier
- 1925 : Blue Blood de Scott R. Dunlap
- 1925 : Lorraine of the Lions d'Edward Sedgwick
- 1926 : Invalide par amour (Chip of the Flying U) de Lynn Reynolds
- 1926 : Everybody’s Acting
- 1926 : Lost in the Arctic
- 1926 : The Savage de Fred C. Newmeyer
- 1926 : The Devil's Partner de Fred Becker
- 1927 : Easy Pickings de George Archainbaud
- 1928 : Pan dans le mille (Warming Up) de Fred C. Newmeyer
- 1928 : South of Panama de Charles J. Hunt
- 1929 : The Show of Shows de John G. Adolfi
- 1929 : The Charlatan de George Melford
- 1929 : Au-delà du devoir (The Leatherneck) de Howard Higgin : Officier de cour martiale
- 1930 : The Phantom of the West de D. Ross Lederman : Royce Macklin
- 1931 : The Vanishing Legion de Ford Beebe et B. Reeves Eason
- 1931 : The Phantom of Paris de John S. Robertson
- 1932 : Grand Hotel d'Edmund Goulding
- 1933 : Tarzan l'intrépide (Tarzan the Fearless) de Robert F. Hill
- 1934 : Pirate Treasure, serial de Ray Taylor
- 1936 : Un poing… c'est tout ! (Born to Fight) de Charles Hutchison
- 1938 : The Buccaneer
- 1939 : Capitaine Furie (Captain Fury) de Hal Roach
- 1939 : Monsieur Smith au Sénat (Mr. Smith Goes to Washington) de Frank Capra
- 1940 : La Lettre (The Letter) de William Wyler
- 1945 : Le Roman de Mildred Pierce (Mildred Pierce) de Michael Curtiz
- 1950 : Le Père de la mariée (Father of the Bride) de Vincente Minnelli
- 1950 : Harvey de Henry Koster
- 1951 : The Racket de John Cromwell
- 1952 : Chantons sous la pluie (Singin' in the Rain) de Stanley Donen et Gene Kelly
- 1953 : La Taverne des révoltés (The Man Behind the Gun) de Felix E. Feist (rôle non crédité)
- 1953 : L'Homme au masque de cire (House of Wax) d'André de Toth
- 1954 : Une étoile est née (A Star Is Born) de George Cukor
- 1955 : À l'est d'Éden (East of Eden) d'Elia Kazan
- 1955 : Pavillon de combat (The Eternal Sea) de John H. Auer
- 1956 : La Haute Société (High Society) de Charles Walters
- 1956 : Géant (Giant) de George Stevens
- 1956 : Everything But the Truth de Jerry Hopper
- 1957 : Elle et lui (An Affair to Remember) de Leo McCarey
- 1958 : I Married a Woman de Hal Kanter
- 1959 : Quand la terre brûle (The Miracle) de irving Rapper et Gordon Douglas
- 1964 : My Fair Lady de George Cukor
- 1965 : La Grande Course autour du monde (The Great Race) de Blake Edwards
- 1967 : A Covenant with Death de Lamont Johnson
- 1967 : Le Point de non-retour (Point Blank) de John Boorman
- 1969 : On achève bien les chevaux (They Shoot Horses, Don't They?) de Sydney Pollack
- 1969 : Hello, Dolly! de Gene Kelly